# Jimmy Reed
Jimmy Reed (teljes neve Mathis James Reed (Dunleith, Washington megye, Mississippi), 1925. szeptember 6. –  Oakland (Kalifornia), 1976. augusztus 29.) amerikai bluesgitáros, énekes, szájharmonikás, zeneszerző. Jellegzetes, álmatag hangja és könnyen megtanulható, egyszerű dallamvezetésű szerzeményei nagy hatással voltak az 1950-es–1960-as években számos rhythm and blues előadóra, a Rolling Stonestól a Themen át a Grateful Deadig, akik számos dalát világsikerre vitték.

## Életpályája
1939-ben fejezte be iskoláit. Barátjával, Eddie Taylorral kezdett énekelni templomokban. Reed gitározott és szájharmonikázott. A második világháború alatt a haditengerészetnél szolgált. Miután leszerelt, a Mississippi-vidékről Chicagóba költözött.
Az 1950-es években számos nagysikerű dalt írt feleségével, Mama Reeddel együtt; ezek 1953-tól a VeeJay Records-nál jelentek meg.
Epilepsziában szenvedett. Az ital rabja volt, nem egyszer ittasan lépett fel pályája vége felé.
1976. augusztus 29-én hunyt el a kaliforniai Oaklandban, légzési elégtelenségben. Chicagóban temették el. 

## Emlékezete
- 1980-ban beiktatták a Blues Foundation’s Hall of Fame-be
- 1991-ben beiktatták a Rock & Roll Hall of Fame művészei közé
- Bob Dylan 2020-as albumán a Goodbye Jimmy Reed című dalával emlékezett meg róla.

## Dalait előadó együttesek
- Grateful Dead,
- Them (Bright Lights, Big City)
- The Rolling Stones (Honest I Do)
- The Pretty Things,